# 保罗·格雷厄姆 (篮球运动员)
保罗·格雷厄姆（英語：Paul Graham，1967年11月28日—），美国NBA联盟前职业篮球运动员。